# Re:Creators
Re:Creators (レクリエイターズ?, Re Kurieitāzu) è una serie televisiva anime ideata da Rei Hiroe, coprodotta da Aniplex e Shogakukan e realizzata da Troyca, trasmessa in Giappone dall'8 aprile al 16 settembre 2017. Due adattamenti manga editi da Shogakukan hanno avuto inizio rispettivamente a febbraio e giugno 2017.

## Trama
Il liceale Sōta Mizushino, aspirante autore di light novel, viene risucchiato nel mondo di un anime dove assiste brevemente a un combattimento tra l'eroina Selesia e una misteriosa ragazza in uniforme militare. Tornato nella realtà in compagnia di Selesia, i due scoprono che anche altri personaggi si sono manifestati qui per via della stessa ragazza, con la quale alcuni fra di essi hanno stretto un'alleanza senza sapere che in realtà il suo obiettivo è distruggere ogni cosa. Sōta e Selesia si mettono quindi alla ricerca degli altri personaggi per ostacolare i piani del nemico e far tornare tutti nei loro rispettivi mondi prima che sia troppo tardi.

## Personaggi

### Protagonisti
Sōta Mizushino (水篠 颯太?, Mizushino Sōta)
Doppiato da: Daiki Yamashita (originale), Davide Garbolino (italiano)
Un giovane liceale che sogna di diventare autore di light novel. Conosceva la creatrice di Altair e quando a causa di continue accuse di plagio lei cercò il suo aiuto e sostegno lui continuò ad ignorarla finché lei non si suicidò. Cercò allora un modo per dimenticarsene, cancellando qualsiasi cosa gliela ricordasse. Contribuirà alla battaglia finale, denominata Elimination Chamber Festival, realizzando il personaggio di Setsuna Shimazaki, basato sui ricordi della sua vecchia amica, in modo da fermare Altair.
Selesia Upitiria (セレジア・ユピティリア?, Serejia Yupitiria)
Doppiata da: Mikako Komatsu (originale), Tiziana Martello (italiano)
Eroina diciannovenne della serie di light novel, poi trasposta in manga e anime, di Elemental Symphony of Vogalchevalier (精霊機想曲フォーゲルシュバリエ ?, Seireikisōkyoku Fōgerushubarie), scritta da Takashi Matsubara e illustrata da Marine. Appare nel primo episodio dove nella trasposizione anime della sua storia Sōta assiste allo scontro tra lei e la Principessa in Uniforme Militare. Giunta nel mondo reale assieme al ragazzo ed altre creazioni che incontrerà via via nella serie cercherà un modo per fermare la Principessa. Abile spadaccina, il suo pieno potere compare tuttavia quando utilizza Vogalchevalier, un esoscheletro meccanico che tuttavia non riesce a portare nel mondo reale.
Grazie ai suoi creatori nell'episodio tredici acquisisce un nuovo potere basato sul fuoco.
Durante la battaglia finale decide di sacrificarsi per sconfiggere e uccidere Charon, co-protagonista del suo manga e persona di cui si è innamorata.
Meteora Österreich (メテオラ・エスターライヒ?, Meteora Esutāraihi)
Doppiata da: Inori Minase (originale), Chiara Francese (italiano)
Inizialmente è un NPC dell'RPG Avalken of Reminisce (追憶のアヴァルケン?, Tsuioku no Avaruken) che aiuta il protagonista del videogioco nella sua avventura grazie alla sua immensa conoscenza. Nel mondo reale si unisce al gruppo che fronteggia Altair. Il suo creatore è deceduto prima dell'inizio della serie a causa di un incidente stradale. Utilizza principalmente una¹ magia difensiva e per attaccare utilizza all'inizio armamenti nucleari rubati in una caserma militare.
Durante l'Elimination Chamber Festival grazie alla sua magia crea la Gabbia per Uccelli dove intrappolare Altair e fa comparire i nuovi personaggi e poteri sul campo di battaglia.
Altair (アルタイル?, Arutairu) / Gunpuku no himegimi (軍服の姫君?)
Doppiata da: Aki Toyosaki (originale), Jolanda Granato (italiano)
Un personaggio inizialmente misterioso che pare conoscere Sota. Più avanti si scopre che la sua creatrice è Setsuna Shimazaki, amica del protagonista deceduta qualche tempo prima della storia, che ha creato il personaggio basandosi sul personaggio Shirotsumekusa del gioco Eternal Wars Megalosphere. Altair ed è divenuta famosa online per il video Altair: World Étude. È lei a portare nel mondo reale le creazioni per destabilizzarne le leggi fisiche e riuscire così a distruggerlo, in modo da vendicare la sua creatrice che da esso è stata rifiutata.
La sua principale abilità è chiamata Holopsicon, la quale le conferisce innumerevoli poteri creati dai suoi fan quando ormai il personaggio aveva fatto presa sulla gente. Quello che utilizza più spesso è la telecinesi con cui controlla uno spropositato numero di spade, creando con esse scudi, materializzandole e smaterializzandole a piacimento. Tra gli altri poteri può far scomparire personaggi, riflettere gli effetti di un attacco sull'utilizzatore e molti altri.

### Creazioni

Alcune delle creazioni. Da sinistra: Alicetelia, Mamika, Kanoya, Selesia, Meteora, Yūya, Blitz e Magane

Alicetelia February (アリステリア・フェブラリィ?, Arisuteria Feburaryi)
Doppiata da: Yōko Hikasa
Eroina della serie manga e anime Alisteria of the Scarlet (緋色のアリステリア?, Hiiro no Arisuteria), giunta nel mondo reale si mette dalla parte di Altair, divenendo grande amica di Mamika. Odia il suo creatore per tutto il male che ha portato creando il suo mondo e arriva a rapirlo. Dopo questo episodio cambia il suo pensiero e si schiera in segreto dalla parte dei creatori. Oltre ad essere un'abile utilizzatrice di lance, può evocare un destriero volante e utilizzare il potere del suo guanto per attacchi a lungo raggio. Nella sua storia originale è la principessa dell'Impero Ulterstein: per salvare il mondo dalle forze di Unterwelt evocate dallo stregone del Segreto Eterno utilizza il Guanto di Gotz von Berlichingen, un'arma tramandata da secoli nella famiglia imperiale.
Viene uccisa da Altair nell'episodio 19 durante l'Elimination Chamber Festival.
Mamika Kirameki (煌樹 まみか?, Kirameki Mamika)
Doppiata da: Rie Murakawa
Protagonista della serie anime Magical Slayer Mamika (マジカルスレイヤー・まみか?, Majikaru Sureiyā Mamika) per un pubblico di ragazzine. Inizialmente cerca di portare Selesia e Meteora dalla parte di Altair, ma più avanti capisce di essere stata ingannata da quest'ultima, che non vuole migliorare il mondo ma bensì distruggerlo. Decide quindi di affrontarla ma viene uccisa. Diviene grande amica di Alicetelia. Come Magical Slayer Mamika il suo attacco più potente è il Magical Splash Flare che nell'episodio 8 si vede essere in grado di creare una potentissima esplosione. Nella sua storia originale combatte perché il potere dei sorrisi non cada nelle mani di Akumarin; le sue migliori amiche si chiamano Melt e Karin.
Yūya Mirokuji (弥勒寺 優夜?, Mirokuji Yūya)
Doppiato da: Ken'ichi Suzumura
Yūya è l'antagonista finale della serie manga Lockout Ward Underground -Dark Night- (閉鎖区underground-dark night-?, Heisaku Underground - dark night -), creata da Ryo Watoji . Appare la prima volta nel secondo episodio dove salva Selesia dal Magical Splash Flare di Mamika e si unisce quindi al gruppo di creazioni che si contrappone ad Altair. Oltre al saper utilizzare la sua spada di legno Shinboku Kuronagimaru, può evocare uno spirito che combatte al suo fianco di nome Hangaku. Nella storia da cui proviene era l'ex capitano dell'avamposto militare della Squadra Cani Randagi e migliore amico del protagonista di Underground-dark night-, Syo Hakua. Dopo aver ucciso il loro migliore amico Rokkaku Araki e la sorella di Syo, Kokonoka, disertò dai Cani Randagi e fondò l'Associazione Arajin, conquistando Kuronagimaru, l'Albero Sacro, e ottenendo il potere di Hangaku. Quindi cercò di ottenere il controllo della terra di Adachi, divenuta una terra senza leggi in seguito ad un disastro naturale, combattendo contro Syo.
Rui Kanoya (鹿屋 瑠偉?, Kanoya Rui)
Doppiato da: Sora Amamiya
Protagonista della serie anime di genere mecha Infinite Divine Machine Mono Magia (無限神機モノマギア?, Mugen Jinki Mono magia), il suo creatore è Masaaki Nakanogane, il quale ne ha curato il concept design. Pilota un gigantesco robot e arrivato nel mondo reale si mette dalla parte di Selesia. Nella sua storia originale è costretto a combattere gli Ione, creature che hanno invaso il mondo, utilizzando il potere del suo robot Gigas Machina.
Magane Chikujōin (築城院 真鍳?, Chikujōin Magane)
Doppiata da: Maaya Sakamoto
Antagonista principale del manga Yoru Mado Kiroku (夜窓鬼録?) è un personaggio perfido e viscido che non si fa problemi ad uccidere per il solo gusto di farlo, come fa con il suo creatore, il quale non è riuscito a modificarne la sua caratterizzazione dietro richiesta della sua stessa creazione. Possiede un'abilità chiamata "Inganno Infinito delle parole" che le permette di sfruttare le bugie per piegare la realtà attraverso la menzogna e l'inganno; raccontando una menzogna e manipolando qualcuno in risposta di tale affermazione crea una "menzogna di una menzogna", che per delega rende l'affermazione iniziale diventare reale. Non si mette da nessuna delle due parti.
Nella sua storia originale è uno dei nemici principali; ha assassinato tutti gli studenti dell'Accademia Korougamine nel quinto volume della serie Yoru Mado Kiroku. Il suo potere, chiamato Infinito Inganno delle Parole, permette di invertire causa ed effetto.
Blitz Tolker (ブリッツ・トーカー?, Burittsu Tōkā)
Doppiato da: Atsushi Ono
Protagonista del manga Code Babylon di Shunma Suruga, nel suo mondo d'origine è un cacciatore di taglie. Ha un armamentario particolarmente avanzato, tra cui proiettili che controllano la gravità e un dispositivo antigravitazionale che gli permette di volare. Nel mondo reale si mette dalla parte di Altair. Prova un profondo odio per la sua creatrice dovuta alla perdita della figlia ma dopo che vede la possibilità di rincontrarla decide di tradire Altair. Nella sua storia originale è un ex detective compagno del protagonista e lavora nell'agenzia Torcia, specializzata nella caccia di mostri e umanoidi.
Sho Hakua (弥勒寺 優夜?, Hakua Sho)
Doppiato da: Nobuhiko Okamoto
Protagonista del manga Lockout Ward Underground -Dark Night- (閉鎖区underground-dark night-?, Heisaku Underground - dark night -), creata da Ryo Watoji . Appare la prima volta nel quindicesimo episodio dove si presenta a Blitz Talker e saputo che Yuya si è schierato dalla parte di Selesia sceglie di aiutare Altair. Utilizza un nunchaku e può evocare come Yuya uno spirito, Bayard. Nella sua storia originale è l'amico e poi rivale di Yuya che ritiene responsabile della morte di sua sorella e del loro migliore amico. In realtà si scopre che ad ucciderli è stato un altro personaggio del manga.
Hikayu Hoshikawa (星河 ひかゆ?, Hoshikawa Hikayu)
Doppiata da: Shiina Natsukawa
Protagonista del simulatore di appuntamenti Star Sky ☆ Milky Way (ほしぞら☆ミルキーウェイ?, Hoshizora ☆ Mirukīwei), di genere erotico e per adulti, appare a Selesia e Rui nell'episodio 14. Poiché completamente priva di poteri gliene vengono forniti in vista della battaglia finale.
Charon (カロン?, Karon)
Doppiato da:
Si tratta del co-protagonista della serie Elemental Symphony of Vogelchevalier di Takashi Matsubara. Già stanco di combattere nel suo mondo, quando giunge in quello reale si allea con Altair con la convinzione di poter salvare il suo mondo distruggendo quello degli dei. Appare già nell'episodio 12 oscurato, ma si rivela solo nel diciottesimo episodio, durante la battaglia finale nella Gabbia per Uccelli. Sconfitto Kanoya combatte con Selesia e alla fine viene ucciso grazie al sacrificio di quest'ultima.
Sirius (シリウス?, Shiriusu)
Doppiata da:
Sirius è una creazione di Matsubara, concepita esclusivamente per riuscire a sconfiggere Altair facendone assumere le sembianze al nuovo personaggio. Nell'episodio 20 pare che il piano riesca, ma subito dopo essere scomparsa Altair prende possesso del corpo di Sirius. Ha gli stessi poteri della Principessa in Uniforme Militare, ma non ha personalità e non parla, non avendo ricevuto abbastanza consenso da parte del pubblico.

### Creatori
Takashi Matsubara (松原 祟?, Matsubara Takashi)
Doppiato da: Katsuyuki Konishi
Autore di Elemental symphony of Vogalchevalier, ne ha curato i testi. Ha inoltre creato Sirius.
Marine (まりね?)
Doppiata da: Hisako Kanemoto
L'illustratrice di Elemental Symphony of Vogalchevalier.
Masaaki Nakanogane (中乃鐘 昌明?)
Doppiato da:Ryō Sugisaki
Il concept designer di Rui Kanoya.
Yatouji Ryou (八頭司 遼?)
Doppiato da: Raiki Hamano
Il creatore di Underground -Dark Night-. Il suo vero nome è Ryosuke Goda.
Shunma Suruga (駿河 駿馬?)
Doppiata da: Minako Kotobuki
Autrice di Code Babylon, il suo vero nome è Chika Osawa.
Gai Takarada (高良田 概?, Takarada Gai)
Doppiato da: Jun'ichi Yanagita
Rapito nei primi episodi dalla sua creazione, viene successivamente liberato e interrogato da Alicetaria sui motivi che l'hanno spinto a creare una storia come la sua. Sinceratasi delle sue buone intenzioni lo lascia andare.
Setsuna Shimazaki (シマザキセツナ?, Shimazaki Setsuna)
Doppiata da: Ayaka Ōhashi
La creatrice di Gunpuku no Hime, amica di Sota, si suicida nei primi istanti del primo episodio della serie. Ottima disegnatrice era stata ingaggiata da diversi produttori per creare video online in forma di anime utilizzando i suoi personaggi; ma accusata di plagiare personaggi di altre opere venne insultata, derisa e per ultimo lasciata completamente sola. Dopo aver creato Altair e il video World ètude si suicida gettandosi sotto un treno.
Sota ne realizza un personaggio per l'Elimination Chamber Festival con cui spera di fermare Altair.

### Altri personaggi
Aki Kikuchiara (菊地原 亜希?, Kikuchihara Aki)
Doppiata da: Ayumi Tsunematsu
Un ministro giapponese che cura il problema delle creazioni; assieme al gruppo di Selesia cercherà un modo per fermare Altair.

## Media

### Anime
Annunciato il 19 dicembre 2016 sul Monthly Sunday Gene-X di Shogakukan, il progetto televisivo anime originale di ventidue episodi, ideato da Rei Hiroe e diretto da Ei Aoki presso lo studio Troyca, è andato in onda dall'8 aprile al 16 settembre 2017. Il character design è stato sviluppato da Ryūichi Makino e la colonna sonora è stata composta da Hiroyuki Sawano. Le prime sigle di apertura e chiusura sono rispettivamente gravityWall di SawanoHiroyuki[nZk]:Tielle & Gemie e NewLook di Mashiro Ayano. Le seconde sigle di apertura e chiusura invece sono rispettivamente sh0ut di SawanoHiroyuki[nZk]:Tielle & Gemie e Rubicon (ルビコン?, Rubikon) di Sangatsu no Phantasia. Gli episodi sono stati trasmessi in streaming in simulcast da Amazon negli Stati Uniti su Anime Strike e in altre parti del mondo, anche coi sottotitoli in lingua italiana, su Amazon Video. Il testo originale della storia ideata da Hiroe è stato pubblicato a puntate, sotto il titolo di Re:Creators Naked, dal 9 aprile 2017 sul sito Sunday Webry di Shogakukan.

#### Episodi
Nota: i titoli italiani evidenziati in grassetto nella tabella sottostante riportano rispettivamente prima e dopo il trattino una traduzione non ufficiale dei titoli giapponesi e la traduzione ufficiale di Amazon Video dei sottotitoli in inglese.
| Nº | Titolo italiano Giapponese 「Kanji」 - Rōmaji | In onda           | In onda |
| Nº | Titolo italiano Giapponese 「Kanji」 - Rōmaji | Giapponese        |         |
| 1  | Un viaggio meraviglioso - Ricorderò tutto ciò che mi è successo. 「素晴らしき航海 I will remember everything that happened to me.」 - Subarashiki kōkai | 8 aprile 2017     |         |
| 2  | La dinamite e il ragazzo fico - …quello non era divertente. 「ダイナマイトとクールガイ ……that wasn't funny.」 - Dainamaito to kūru gai | 15 aprile 2017    |         |
| 3  | Vita quotidiana straordinaria nella mediocrità - Non preoccuparti di cosa dicono gli altri. Sii te stesso. 「平凡にして非凡なる日常 Don't worry about what others said. Just be yourself.」 - Heibon ni shite hibon naru nichijō                                      | 22 aprile 2017    |         |
| 4  | In quell'occasione lo salutai - Se è così, voglio proteggere quello che amava. 「そのときは彼によろしく If so, I want to protect what he loved.」 - Sono toki wa kare ni yoroshiku                                                                                    | 29 aprile 2017    |         |
| 5  | Quest'acqua sul fondo che è la più fredda in assoluto - Allora, ce la facciamo questa serata fra uomini? 「どこよりも冷たいこの水の底 So, why don't we have ourselves a guys' night out?」 - Doko yori mo tsumetai kono mizu no soko                                  | 6 maggio 2017     |         |
| 6  | La vita è breve, innamorati fanciulla - Tu sei colei che sa dove risiede la giustizia. 「いのち短し恋せよ乙女 You are the one who knows where justice lies.」 - Inochi mijikashi koiseyo otome                                                                        | 13 maggio 2017    |         |
| 7  | Una piccola apocalisse - Non voglio commettere un errore per il bene della gente nella mia storia. 「世界の小さな終末 I don't want to make a mistake for the sake of the people who are in my story.」 - Sekai no chiisa na shūmatsu                                  | 20 maggio 2017    |         |
| 8  | Tutto quello che posso fare - Ho scelto questo modo di vivere. 「わたしにできるすべてのこと I CHOSE this way of life.」 - Watashi ni dekiru subete no koto | 27 maggio 2017    |         |
| 9  | Scava un buco, fanciulla in fiore - Il mondo richiede scelta e risoluzione. 「花咲く乙女よ穴を掘れ This world requires choice and resolution.」 - Hanasaku otome yo ana o hore                                                                                        | 3 giugno 2017     |         |
| 10 | Non muoverti, muori, resuscita! - Sappiamo esattamente come pensi e come combatti! 「動くな、死ね、甦れ！ We know exactly how you think and how you're fighting!」 - Ugoku na, shine, yomigaere!                                                                      | 10 giugno 2017    |         |
| 11 | Il mostro sotto le gronde - Noi non possiamo decidere dove andare, ma voi sì. 「軒下のモンスター We cannot decide where we go but you can.」 - Nokishita no monsutā                                                                                                   | 17 giugno 2017    |         |
| 12 | Troppo presto per i titoli di coda - Sii disperato e disegna qualcosa di affascinante. 「エンドロールには早すぎる Be desperate and draw something fascinating.」 - Endo rōru ni wa hayasugiru                                                                         | 24 giugno 2017    |         |
| 13 | La solita via avanti, la solita via indietro - Una storia imprevedibile che nessuno sa dove conduce. 「いつものより道もどり道 An unpredictable story that no one knows where it's leading to.」 - Itsumo no yori michi modori michi                                   | 1º luglio 2017    |         |
| 14 | La ragione per cui andiamo in viaggio - Mi sento così penoso ed inutile che voglio piangere ma ciò nonostante è divertente. 「ぼくらが旅に出る理由 I feel painful and so useless that I want to cry but it's fun nevertheless.」 - Bokura ga tabi ni deru riyū        | 8 luglio 2017     |         |
| 15 | Le onde si avvicinano alla fine del vagabondaggio - È perfetto! Lei non avrebbe potuto essere più perfetta! 「さまよいの果て波は寄せる This is perfect! She couldn't have been any more perfect!」 - Samayoi no hate nami wa yoseru                                   | 15 luglio 2017    |         |
| 16 | Un giorno meraviglioso - È questo il vero inizio, no? 「すばらしい日々 This is the actual beginning, isn't it?」 - Subarashii hibi | 29 luglio 2017    |         |
| 17 | Il ritmo della pioggia che spara sul tetto del mondo - Insomma io sono la tua creatrice. 「世界の屋根を撃つ雨のリズム I mean, I'm the CREATOR.」 - Sekai no yane o utsu ame no rizumu                                                                                 | 12 agosto 2017    |         |
| 18 | Noi che siamo tutti incompleti - Bisogna godersi appieno la vita, finché si è in vita. 「すべて不完全な僕たちは As long as we're alive, we have to enjoy our lives to the fullest.」 - Subete fukanzen na bokutachi wa                                                | 19 agosto 2017    |         |
| 19 | Se si è avvolti da gentilezza - La storia continua se c'è qualcuno che crede che io esista. 「やさしさに包まれたなら The story continues, as long as there is someone out there, who believes in my existence.」 - Yasashisa ni tsutsumareta nara                     | 26 agosto 2017    |         |
| 20 | Prima che l'eco scompaia - Qualcuno riceve il potere della creazione, e lo spirito si sviluppa dalla loro passione. 「残響が消えるその前に Somebody receives the power of creation, and the spirit is redeveloped from their passion.」 - Zankyō ga kieru sono mae ni | 2 settembre 2017  |         |
| 21 | Il mondo per il bene dei due - Ti amo anch'io. 「世界は二人のために I love you too.」 - Sekai wa futari no tame ni | 9 settembre 2017  |         |
| 22 | Re:Creators 「Re:CREATORS」 | 16 settembre 2017 |         |

### Manga
Un adattamento manga di Daiki Kase ha iniziato la serializzazione sulla rivista Monthly Sunday Gene-X di Shogakukan il 18 febbraio 2017. La serie si è conclusa il 19 novembre 2019. Un manga spin-off di Yūki Kumagai, intitolato Re:Creators - One More!, è stato pubblicato sul Monthly Shōnen Sunday sempre di Shogakukan dal 12 giugno 2017 al 10 novembre dello stesso anno.

#### Volumi
| Nº | Data di prima pubblicazione | Data di prima pubblicazione | Data di prima pubblicazione |
| Nº | Giapponese                  | Giapponese                  |                             |
| -- | --------------------------- | --------------------------- | --------------------------- |
| 1  | 7 agosto 2017               | ISBN 978-4-09-157496-1      |                             |
| 2  | 19 dicembre 2017            | ISBN 978-4-09-157507-4      |                             |
| 3  | 27 luglio 2018              | ISBN 978-4-09-157536-4      |                             |
| 4  | 19 novembre 2018            | ISBN 978-4-09-157548-7      |                             |
| 5  | 19 luglio 2019              | ISBN 978-4-09-157569-2      |                             |
| 6  | 19 dicembre 2019            | ISBN 978-4-09-157582-1      |                             |